# Correo de los Ciegos
El Correo de los Ciegos o Correo de los Ciegos de Madrid (1786, números 1 a 49) fue un destacado periódico español de fines del siglo XVIII. A partir de 1787 y hasta 1791 (durante los números 50 a 422) cambió su nombre a Correo de Madrid, aunque siguió siendo popularmente conocido por su nombre original.

## Historia
El primer número fue publicado el 10 de octubre de 1786. Estaba destinado a la venta callejera por parte de los ciegos, por lo cual su título, pero también se difundió por suscripciones; esta innovación se atribuye a su presunto fundador, Francisco Mariano Nipho, pero su carácter progresista y partidario de la más innovadora Ilustración obliga a desechar la idea de que en efecto pudiera serlo. Destaca por sus artículos divulgativos y de actualidad literaria, económica, científica y técnica, y critica los atrasos en estas materias y en las cuestiones sociales, políticas e institucionales del Antiguo Régimen a través de los numerosos "discursos" y "cartas" de lectores y colaboradores que incluyó en sus páginas. Incluía extractos de prensa nacional y extranjera y también bastantes poesías de todo sesgo, aunque los editores propugnaban la estética del Neoclasicismo. Abunda en él la crítica literaria, teatral, de costumbres, artículos y disquisiciones sobre todo tipo de materias.
Se presentaba como «Obra periódica en que se publican rasgos de varia literatura, noticias y los escritos de toda especie que se dirigen al Editor» y se sacaba entre otras de la Imprenta Real y la Imprenta de José Herrera dos veces a la semana desde el martes 10 de octubre de 1786, día correspondiente a su número primero, hasta que en octubre de 1790 pasó a semanal. Su último número, el 422, apareció el 24 de febrero de 1791 porque una real resolución de ese día, inspirada por el Conde de Floridablanca, decretó la suspensión de todos los periódicos, excepto los oficialistas Gaceta de Madrid, Mercurio de España y Diario de Madrid, por miedo al contagio de las ideas de la Revolución Francesa. Llegó a formar ocho tomos. Al principio constaba de cuatro páginas, que desde agosto de 1787 aumentó a ocho páginas tamaño cuarto a dos columnas.
Cuando andaba por el tomo tercero tenía ya 290 suscriptores, que contaban una tirada de 315 ejemplares, ya que algunos se suscribían por más de un ejemplar. No faltaban miembros de Palacio, cortesanos, nobles, veinticuatro clérigos –incluyendo el Arzobispo de Toledo y el Obispo de Albarracín, y presbíteros los restantes–, alguna institución aislada como la Biblioteca Pública de Sevilla e incluso algunas señoras. Su principal impulsor fue Antonio de Manegat y algunos de sus redactores más importantes fueron el médico, poeta y comediógrafo Manuel Casal y Aguado, que firmaba con su pseudónimo "Lucas Alemán", Cayetano Cano, que lo hacía con el de "Antonio Cacea" y Manuel de Aguirre, que usaba el de "El Militar Ingenuo". Menos puntualmente colaboraron también Juan Pablo Forner, Tomás de Iriarte y Juan Meléndez Valdés, entre otros. Compitió estrechamente con el Diario de Madrid de Santiago Thevin, de contenido muy similar. En sus páginas aparecieron varias obras inéditas que dejó a su muerte José Cadalso: sus famosas Cartas marruecas y las Noches lúgubres.